# Бояджян Анна Суренівна
Анна Суренівна Бояджян (вірм. Աննա Բոյաջյան; 1954 — 29 січня 2015) — радянський і вірменський біохімік, доктор біологічних наук (1996), професор (2006); директор Інституту молекулярної біології НАН Вірменії (2006—2015), член-кореспондент НАН Вірменії (2014).

## Біографія
З відзнакою закінчила біологічний факультет Єреванського університету, стажувалася в Інституті медичної і біологічної хімії АМН СРСР. Працювала в Інституті біохімії Академії наук Вірменської РСР.
З 1988 р. працювала в Інституті молекулярної біології НАН Вірменії, в 2006—2015 роках — директор інституту.
Одночасно викладала в Російсько-вірменському (слов'янському) університеті — професор кафедри біоінженерії та біоінформатики; була його почесним професором.

## Наукова діяльність
У 1986 р. захистила кандидатську, у 1996 році — докторську дисертацію. 27 грудня 2014 року обрана членом-кореспондентом НАН РА.
Основні напрями наукових досліджень — молекулярні основи розвитку порушень імунної системи; молекулярно-генетичні патомеханізми генерації та розвитку комплексних захворювань полігенної природи з когнітивним дефіцитом (шизофренія, посттравматичний стресовий розлад, ішемічний інсульт).
Була головою Вірменської асоціації молекулярно-клітинної біології та імунології, заступником редактора «Біологічного журналу Вірменії», головою спеціалізованої ради «Експериментальна біологія» по захисту кандидатських і докторських дисертацій. Підготувала 19 кандидатів наук.
Автор близько 400 наукових друкованих праць, у тому числі патентів.

## Нагороди та визнання
- медаль Ананії Ширакаці
- почесна медаль Національних Зборів Республіки Вірменія
- диплом президії НАН Вірменії
- золота медаль «За внесок у розвиток науки і технології» організації Глобал Рейтинг (Велика Британія)
- почесний професор Віденського міжнародного університету.